# Daab III
Daab III – trzeci album zespołu Daab wydany w 1989 roku nakładem wytwórni Pronit.
Nagrania dokonano w studio Izabelin – 1989. Realizacja dźwięku – Andrzej Puczyński. Projekt graficzny – Mieczysław Jędrzejewski. Album został nagrany z pomocą automatu perkusyjnego i brzmiał jak demo. Z tego powodu w 1992 grupa ponownie nagrała i wydała wraz z dodatkowymi nagraniami i zmienioną kolejnością utworów płytę Daab III.

## Lista utworów

### Wersja 1989 (Pronit)
Źródło:
strona A
1. „Imaginacje” – 5:10
2. „W poszukiwaniu” – 5:00
3. „Nie wolno nie ufać” – 4:35
4. „Będziemy mówić jeszcze raz” – 5:10

strona B
1. „Wiara w...” – 4:05
2. „Obok siebie” – 4:15
3. „Otaczają nas ludzie” – 3:47
4. „Wyjdź na drogę” – 3:50
5. „To się nie powtarza” – 4:40

### Wersja 1992 (MJM Music PL)
Źródło:
1. "Wyjdź Na Drogę" – 3:55
2. "To Się Nie Powtarza" – 4:34
3. "Otaczają Nas Ludzie" – 3:50
4. "Obok Siebie" – 4:19
5. "(Imaginacje) Moja Piosenka" – 5:13
6. "Redemption Song" – 6:47
7. "W Poszukiwaniu" – 5:04
8. "Wierzyć..." – 4:08
9. "Nie Wolno" – 4:49
10. "Będziemy Mówić Jeszcze Raz" – 5:14

## Twórcy
- Andrzej Zeńczewski – śpiew, gitara rytmiczna
- Artur Miłoszewski – gitara basowa
- Dariusz Chociej – gitara solowa
- Dariusz Gierszewski – perkusja
- Waldemar Deska – instrumenty klawiszowe

gościnnie
- Wojciech Staroniewicz – saksofon tenorowy